# 10811 Lau
10811 Lau (1993 FM19) là một tiểu hành tinh vành đai chính. Nó được đặt theo tên Lau, a parish ngày the Swedish island thuộc Gotland.